# Aradavalli, Chikmagalur
Aradavalli là một làng thuộc tehsil Chikmagalur, huyện Chikmagalur, bang Karnataka, Ấn Độ.